# Пычанки
Пычанки (удм. Пыӵанка) — деревня в Завьяловском районе Удмуртской Республики, входящая в состав Завьяловского сельского поселения. Расположена вблизи столицы Удмуртии, что делает её частью пристоличного района с развитой инфраструктурой 

## География
Расстояние до ключевых точек:
- 15 км к юго-востоку от центра Ижевска;
- 3 км к юго-востоку от села Завьялово (административный центр района)

Рельеф: Деревня находится в центральной части Удмуртии, в зоне смешанных лесов и сельскохозяйственных угодий. Регион характеризуется умеренно-континентальным климатом

## Административная принадлежность
- Муниципальный район: Завьяловский (с 1937 года)
- Сельское поселение: Завьяловское (включает 10 населённых пунктов, среди которых Пычанки — вторая по численности деревня)

## Инфраструктура и транспорт
Транспорт: Близость к Ижевску обеспечивает доступ к автодорогам регионального значения. Через Завьялово проходит трасса Р322, связывающая район с соседними регионами

## Исторические и культурные аспекты
- Название: Происхождение топонима связано с удмуртским языком. Вероятно, образовано от слова «пычан» (мелкий, небольшой) или «пыч» (сосна). Удмуртское название Пыӵанка отражает локальные диалектные особенности.
- Упоминания в документах: В списках населённых пунктов Завьяловского района деревня фигурирует с середины XX века. В 1960-х годах район подвергся административным преобразованиям, но Пычанки сохранили статус

## Примечания

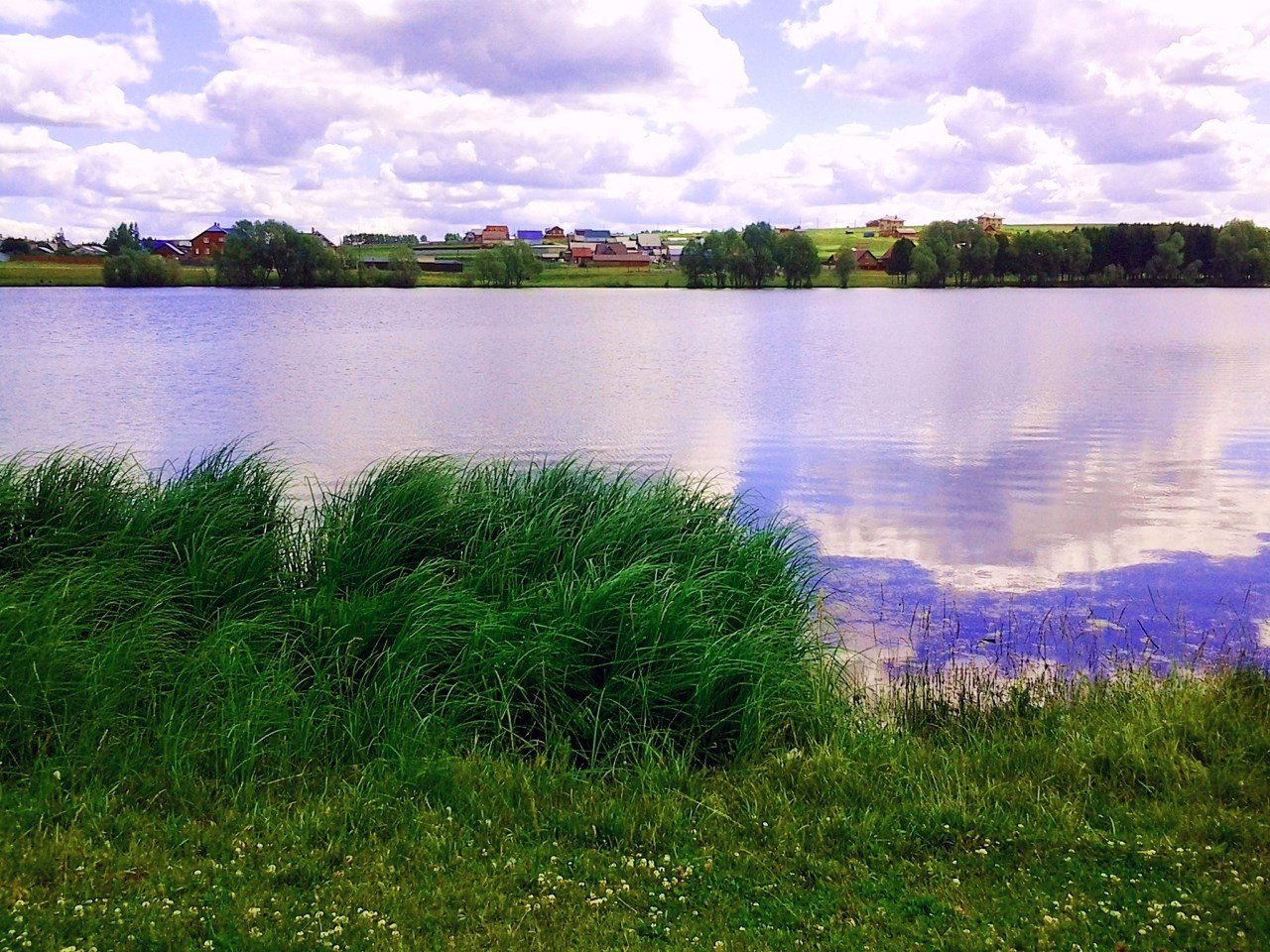
Озеро в Пычанке

## Население
| 2010 | 2012 | 2020 |
| ---- | ---- | ---- |
| 675  | ↗682 | ↗867 |